# Wireless Hill
Wireless Hill est une colline du nord de l'île Macquarie, une île de l'océan Pacifique rattachée administrativement à l'Australie. Elle occupe une péninsule séparée du reste de l'île par un isthme où se trouve la base de l'île Macquarie. La colline est relativement plate à son sommet.

## Histoire
Wireless Hill porte son nom en référence à l'expédition antarctique australasienne (1911-1914) de Douglas Mawson dont l'un des groupes mené par George Ainsworth y installe une station météorologique et de relais de télégraphie sans fil — la base de l'île Macquarie — pour permettre des messages entre l'Antarctique et l'Australie.

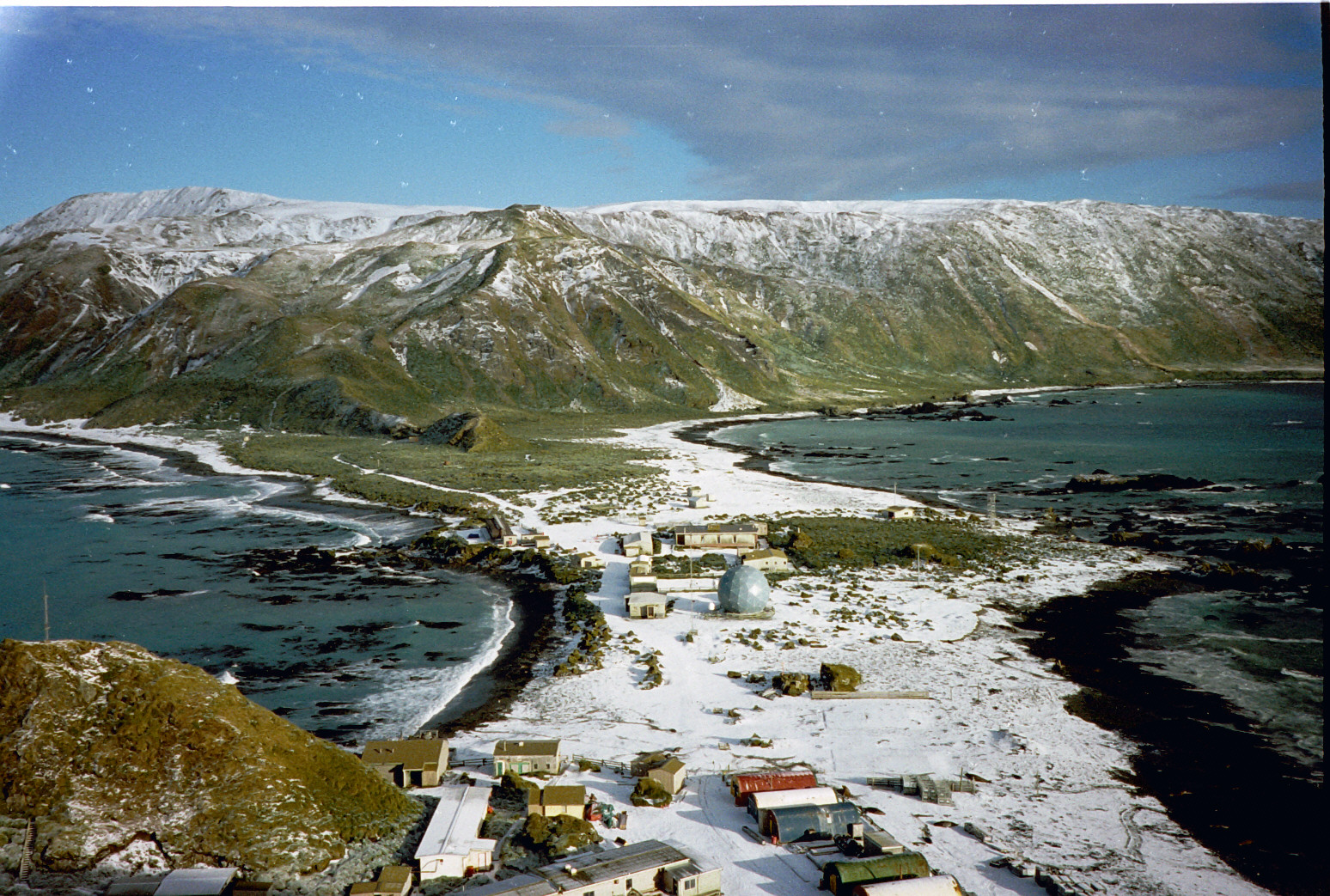
La base de l'île Macquarie vue depuis Wireless Hill.